# Eugeniusz Czajka
Eugeniusz Czajka (1927. – 2011.) je bivši poljski hokejaš na travi.
Na hokejaškom turniru na Olimpijskim igrama 1952. u Helsinkiju je igrao za Poljsku, koja je ispala u osmini završnice. 

## Vanjske poveznice
- Profil na Sports Reference.com  Arhivirana inačica izvorne stranice od 3. studenoga 2012. (Wayback Machine)